# Uranium 234
table
L’uranium 234, noté 234U, est l'isotope de l'uranium dont le nombre de masse est égal à 234 : son noyau atomique compte 92 protons et 142 neutrons avec un spin 0+ pour une masse atomique de 234,040 95 g/mol. Il est caractérisé par un excès de masse de 38 145,0 ± 1,1 keV, et une énergie de liaison nucléaire par nucléon de 7 600,72 keV. Son abondance naturelle est de 54 ppm (0,0054 %), l'uranium naturel étant constitué à 99,2742 % d'uranium 238 avec lequel il est en équilibre séculaire. Un gramme d'uranium 234 présente une radioactivité de 2,302 × 108 Bq. C'est l'isotope de loin le plus radioactif dans l'uranium naturel.
Il est formé par décroissance α de l'uranium 238 (période de 4,468 8 milliards d'années). 234
92U est le troisième nucléide dans la chaîne de désintégration 4n + 2 de 238
92U, après 234
90Th et 234
91Pa.
Sa faible teneur dans l'uranium naturel (0,0055 %) correspond à la teneur d'équilibre où son activité α est égale à celle de l'uranium 238 (nombre d'atomes de 234U produits par désintégration de 238U par unité de temps égal au nombre d'atomes de 234U désintégrés en 230Th par la même unité de temps).
L’uranium 234 donne par décroissance α le thorium 230 avec une énergie de désintégration de 4,856 MeV, en outre un petit pourcentage de fissions spontanées se produisent dont la contribution à l'échauffement est négligeable.

## Formation par désintégration de l'uranium 238
Le détail de la formation de 234U par décroissance de 238U est le suivant : Les noyaux de 238U émettent une particule alpha et se transforment en thorium 234 (234Th). Ensuite, avec une demi-vie courte, les noyaux de 234Th émettent un électron (particule bêta) pour devenir le protactinium 234m (234mPa). Pour finir, les noyaux de 234mPa émettent une autre particule bêta de forte énergie pour devenir les noyaux de 234U.
{\displaystyle {}^{2}{}_{92}^{38}{\hbox{U}}\;{\xrightarrow[{4,4688~Ga}]{\alpha ~4,856~MeV}}\;{}^{2}{}_{90}^{34}{\hbox{Th}}\;+\;{}_{2}^{4}{\hbox{He}}}
{\displaystyle {}^{2}{}_{90}^{34}{\hbox{Th}}\;{\xrightarrow[{24,1~j}]{\beta ~0,199~MeV}}\;{}^{2}{}_{91}^{34m}{\hbox{Pa}}~\scriptstyle {\mathsf {ou~en~faible~proportion}}\displaystyle ~{}^{2}{}_{91}^{34}{\hbox{Pa}}+\beta ^{-}}
principalement:{\displaystyle \;{}^{2}{}_{91}^{34m}{\hbox{Pa}}{\xrightarrow[{1,17~min}]{\beta ~2,29~MeV}}\;{}^{2}{}_{92}^{34}{\hbox{U}}+\beta ^{-}}
en faible proportion:{\displaystyle \;{}^{2}{}_{91}^{34}{\hbox{Pa}}{\xrightarrow[{6,75~h}]{\beta ~2,195~MeV}}\;{}^{2}{}_{92}^{34}{\hbox{U}}+\beta ^{-}}
Note : le thorium 234, formé par émission de la particule α qui a emporté deux protons du noyau de l'uranium 238, se trouve en excès de neutrons par rapport à l'isotope principal du thorium, le thorium 232.

## Uranium 234 et cycle du combustible
L'uranium enrichi contient une proportion plus grande d'uranium 234 que l'uranium naturel car le procédé d'enrichissement augmente la teneur des isotopes de faible masse. Dans l'uranium enrichi environ à 4 % utilisé dans les réacteurs à eau légère, la teneur en 235U augmente de 0,72 % à 4 %, soit un facteur de l'ordre de 5,5. On peut estimer grossièrement à 10 le facteur d'augmentation de la teneur en 234U, soit une augmentation de 0,0055 % à environ 0,06 %. L'uranium appauvri ne contient qu'une proportion très faible d'234U (autour de 0,001 %) ce qui fait que la radioactivité de l'uranium appauvri est environ la moitié de celle l'uranium naturel.
En réacteur, 234U n'est pas fissile (en neutrons thermiques) et capture les neutrons pour devenir l'235U. La section efficace de capture est d’environ 100 barns en neutrons thermiques, valeur très supérieure aux 2,7 barns dans le cas de l’uranium 238 donc une quantité relativement plus importante d’uranium 234 est convertie en uranium 235 en comparaison de la conversion d’uranium 238 en plutonium 239. L'uranium 234 représente donc un matériau fertile dont la très faible teneur n'est pas gênante pour le procédé. En outre, une faible part de l’uranium 235 est convertie en uranium 234 par réaction (n, 2n) avec les neutrons rapides, de sorte que le combustible nucléaire usé peut contenir environ 0,010 % d'uranium 234, valeur supérieure à la teneur naturelle.
L'uranium 234 se retrouve dans l'uranium de retraitement en quantité non négligeable par comparaison avec l'uranium 235.